# Torneo de Newport 2014
El Campbell's Hall of Fame Tennis Championships 2014 es un torneo de tenis. Pertenece al ATP Tour 2014 en la categoría ATP World Tour 250. El torneo tendrá lugar en la ciudad de Newport, Estados Unidos, desde el 7 de julio hasta el 13 de julio de 2014 sobre césped.

## Cabezas de serie

### Individual
| Tenista          | Ranking | Preclasificada |
| John Isner       | 11      | 1              |
| Ivo Karlović     | 32      | 2              |
| Lleyton Hewitt   | 48      | 3              |
| Nicolas Mahut    | 54      | 4              |
| Donald Young     | 69      | 5              |
| Steve Johnson    | 70      | 6              |
| Jack Sock        | 77      | 7              |
| Adrian Mannarino | 81      | 8              |

### Dobles
| Tenista                        | Ranking | Preclasificada |
| Santiago González Scott Lipsky | 79      | 2              |
| Daniel Nestor Adil Shamasdin   | 113     | 1              |
| Matthew Ebden Samuel Groth     | 120     | 3              |
| Ken Skupski Neal Skupski       | 133     | 4              |

## Campeones

### Individual Masculino
Lleyton Hewitt venció a  Ivo Karlović por 6-3, 6-7(4-7), 7-6(7-3)

### Dobles Masculino
Chris Guccione /  Lleyton Hewitt vencieron a  Jonathan Erlich /  Rajeev Ram por 7–5, 6–4